# 진정선
진정선(1995년 8월 15일 ~ )은 대한민국의 모델이다. 2011년 케이블 채널 온스타일의 서바이벌 프로그램인 《도전! 수퍼모델 코리아》 시즌 2에 출연해 우승하면서 이름이 알려졌다.

## 삶과 경력
진정선은 1995년 8월 15일 경기도 성남시에서 세 자매 중 막내로 태어났다. 진정선은 초등학교 때부터 키가 크고(6학년 때 키가 168cm) 몸매도 날씬해, 주위에서 모델을 해 보라는 권유를 많이 받았다. 가족들도 그녀가 모델 일을 하는 데 호의적이었다. 중학교 3학년 때 모델 학원을 다니기 시작해 같은 해 모델 에이전시에 들어갔다. 진정선은 이듬해 패션 잡지 《보그 걸》의 화보 촬영을 시작으로 모델 활동을 시작하였다.
진정선은 한림연예예술고등학교 패션모델과 1학년에 재학 중이던 2011년 케이블 채널 온스타일의 서바이벌 프로그램인 《도전! 수퍼모델 코리아》 시즌 2에 출연해 우승하면서 이름이 알려졌다. 이후 2011 F/W 서울패션위크를 시작으로 여러 패션쇼 무대에 섰고, 각종 패션 잡지의 화보도 촬영하였다. 2013년 2월에는 MBC의 《아이돌 스타 육상·양궁 선수권대회》에 출연하기도 했다. 진정선은 2014년 2월 한림연예예술고등학교를 졸업했다.

## 방송 출연
- 《도전! 수퍼모델 코리아 시즌2》 (2011년, 온스타일)
- 《스타일로그》 (2012년, 온스타일)
- 《솔드아웃》 (2012년, 온스타일)
- 《아이돌 스타 육상·양궁 선수권대회》 (2013년, MBC)
- 《매력티비》 (2016년, 온스타일)
- 《겟잇뷰티 셀프》 (2016년, 온스타일)
- 《발칙한 동거 - 빈방 있음》 (2017년, MBC)
- 《배틀트립》 (2019년, tvN)
- 《스타일로그》 (2023년, tvN)
- 《미운우리새끼》 (2023년, SBS)

## 뮤직비디오
- 2011년 〈두두두왑바바루〉 (타이거 JK)

## 광고
- 2017년 르노삼성자동차 QM3

## 홍보대사
- 2012년 제5회 KT&G상상마당시네마 음악영화제 홍보대사[11]